# Brest (Biélorussie)
Ne pas confondre avec la ville bretonne de Brest dans le Finistère en France.
Pour les articles homonymes, voir Brest (homonymie).
Brest (en biélorusse : Брэст, en russe : Брест), anciennement Brest-Litovsk (en polonais : Brześć Litewski, 1596-1921) puis Brest-sur-le-Boug (en polonais :  Brześć nad Bugiem, 1921-1939), est une ville de Biélorussie et le chef-lieu de la voblast de Brest.
Sa population s'élève à 344 470 habitants en 2024.

## Géographie

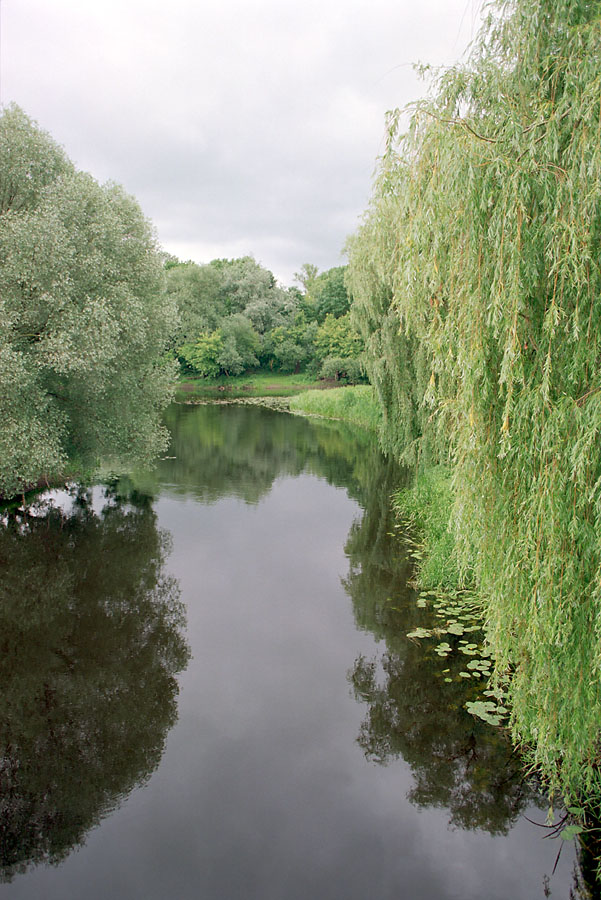
Le Moukhavets à Brest.

Brest est située dans l'Ouest de la Biélorussie, tout près de la frontière polonaise, au confluent du Boug et du Moukhavets.
Brest se trouve à 328 km au sud-ouest de Minsk et à 184 km à l'est de Varsovie.
Placée sur le principal axe routier reliant Berlin et Moscou, Brest était un important poste-frontière au temps de l'Union soviétique. C'est aujourd'hui un important carrefour de communications entre l'Est et l'Ouest, entre l'Union européenne et les pays de la Communauté des États indépendants.

## Étymologie et appellations historiques
L'origine du nom de la ville n'est pas bien établie et trois hypothèses sont possibles :
- tout d'abord, il pourrait venir du mot slave beresta, qui signifie « écorce de bouleau » ;
- mais Brest pourrait aussi tirer son origine d'un autre mot slave, berest, qui veut dire « orme », bien que cet arbre soit inconnu dans la région[2] ;
- enfin, Brest pourrait provenir de brasta, mot lituanien signifiant « gué ».

Les épithètes Litewski et Litovsk(ii) qui lui sont associés, signifient « lituanien », et devaient permettre de la différencier de localités homonymes en rappelant que la ville se trouve sur le territoire de l'ancien grand-duché de Lituanie, constitutif de la république des Deux Nations polono-lituanienne.

### Dénominations selon diverses langues
La ville a été appelée de nombreuses façons depuis sa fondation, selon les langues et les époques :
- les Lituaniens la baptisèrent d'abord Lietuvos brąsta, puis Brestas ;
- les Biélorusses, Бе́расьце et Бярэ́сьце (Bieraście et Biareście) et finalement Брэст (Brèst) ;
- les Russes l'appelèrent Брест-Литовський ou Брест-Литовськ (Brest-Litovsk(ii)) jusqu'à la Première Guerre mondiale, et depuis 1921 Брест (Brést) ;
- les Ukrainiens l'appellent indifféremment Брест ou Берестя (Brést ou Beréstya) ;
- les Polonais l'ont appelée Brześć, puis Brześć Litewski (en yiddish : בּריסק), puis Brześć nad Bugiem (« Brest-sur-le-Boug ») de 1921 à 1939.

### Dénominations successives (propres au pays dans lequel la ville se trouve) depuis leXVIesiècle

#### Brest en 1596
L’« Union de Brest » est un traité issu du synode homonyme qui porte le nom de la ville de Brest (Brześć), en 1596. Il scelle l'allégeance à Rome d'une partie de l'Église orthodoxe des provinces ruthènes de la République polono-lituanienne. Cette partie est appelée par le mot uniate qui désigne les fractions des Églises orientales qui ont rompu avec leur Église « mère » orthodoxe de Moscou et sont entrées en communion avec l’Église catholique et Rome. Ceci est attesté pour la première fois au moment du synode de Brest de 1596, qui donne naissance à l’Église grecque-catholique ukrainienne, appelée uniate.

#### Brest-Litovsk (1596-1921)
Le nom de « Brest-Litovsk » a été utilisé sous la république des Deux Nations (Pologne et grand-duché de Lituanie) (1569 à 1795) dans le courant du XVIIe siècle pour la distinguer de la ville polonaise de Brześć Kujawski (gmina) du powiat de Włocławek, Couïavie-Poméranie, dans le Centre-Nord de la Pologne et a perduré jusqu'au 18 mars 1921. Brest-Litovsk était de 1566 à 1795 la capitale de la voïvodie du même nom.

#### Brest-sur-le-Boug (1921-1939)
Entre le 18 mars 1921, date de la signature du traité de Riga et le 17 septembre 1939, date de l'invasion de la Biélorussie occidentale polonaise par l'URSS, la ville est en territoire polonais et est dénommée « Brest-sur-le-Boug » (en polonais Brześć nad Bugiem, en biélorusse Брэст на Бугам, en yiddish ברעסט אויפן בוג, en russe Брест-над-Бугом).

#### Brest (depuis 1939)
Le 17 septembre 1939, à l'issue de l’invasion de la Pologne orientale par l'URSS, la ville reprend le nom russe de « Brest » (en russe : Брест, Brést) et le garde jusqu'à aujourd'hui.
De 1941 à 1944, l'occupant allemand garde le nom russe de « Brest » donné par l'Union soviétique en 1939.
Après 1944, et à la suite des accords de Yalta, la Pologne perd sa partie orientale qui passe sous contrôle soviétique dans le cadre de la république socialiste soviétique de Biélorussie. Le nom est inchangé en transcription française (« Brest »), et le reste ensuite, notamment après l'indépendance de la Biélorussie en 1991 (en biélorusse : Брэст, Brèst).

## Histoire

### Naissance et destructions

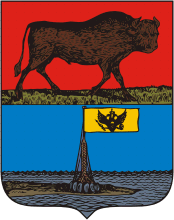
Ancien blason de la ville.

La ville fut fondée par les Slaves et citée la première fois en 1019, dans une chronique. Comme beaucoup de villes biélorusses, la première mention est souvent considérée comme la date de fondation, mais Brest existait sans doute avant 1019.
À sa fondation, la ville faisait partie de la Rus' de Kiev, mais elle fut ensuite conquise par le royaume de Pologne, puis, par le grand-duché de Lituanie. Brest fut envahie par les Mongols en 1241 et ne fut pas reconstruite avant 1275. Plus tard, la ville fut encore dévastée par les Chevaliers teutoniques, qui la brûlèrent en 1379. Le khan de Crimée lui fit subir le même sort au XVe siècle.

### La domination polonaise
En 1569, Brest fut incluse dans la république des Deux Nations, qui regroupait la Pologne et la Lituanie. C'est à ce moment que la ville devint Brest-Litovsk, c'est-à-dire « Brest-en-Lituanie ». En 1594 et en 1596, Brest fut le théâtre de deux grands conseils entre les évêques catholiques et orthodoxes de la région ; ces conseils établirent l'Église grecque-catholique.

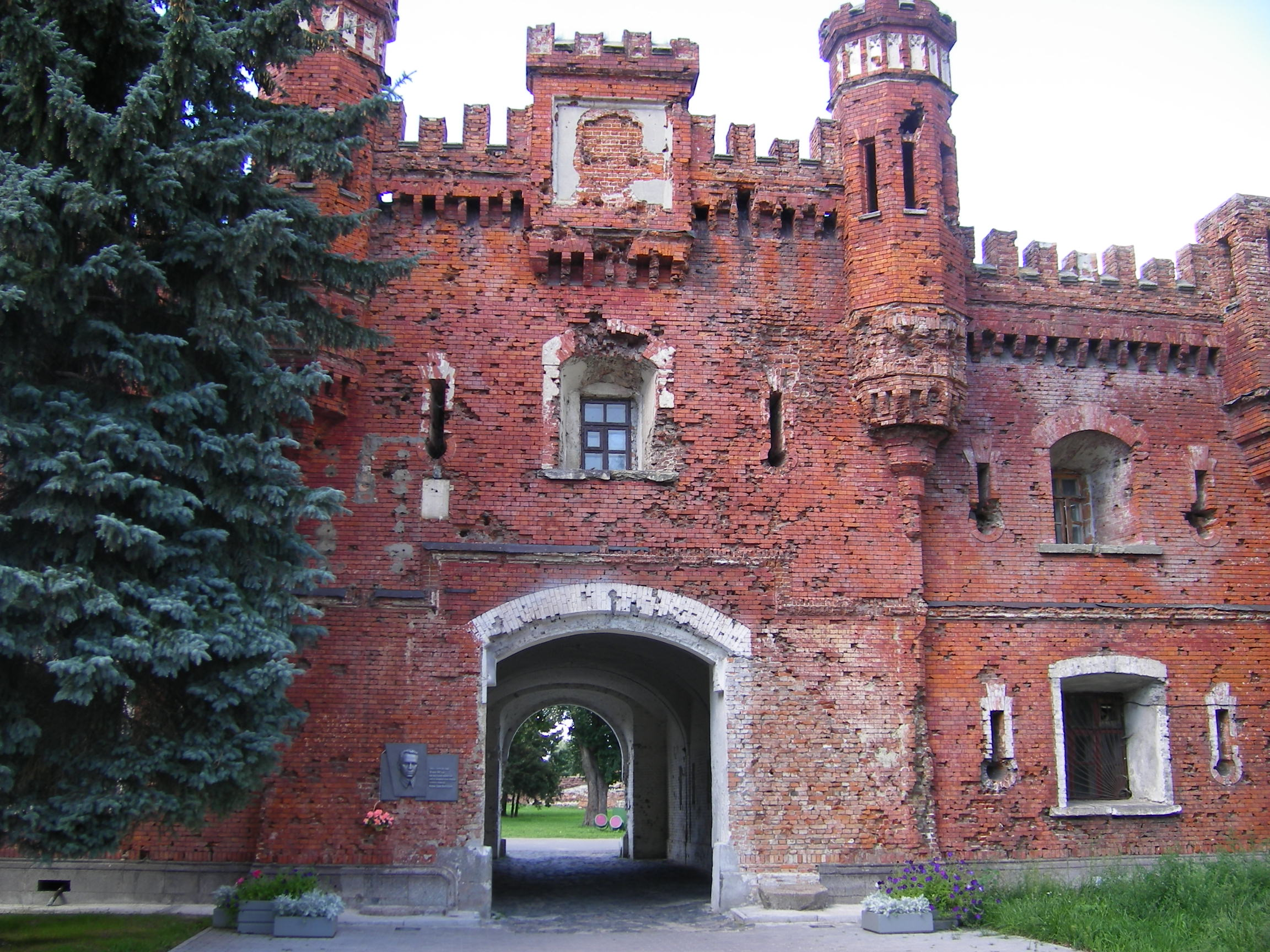
La forteresse.

La ville fut prise par les Suédois en 1657 et en 1706, au cours de la grande guerre du Nord. En 1794, Brest vit la victoire d'Alexandre Souvorov sur le général polonais Sierakowski (pl). En 1795, après la troisième partition de la Pologne, Brest échut à la Russie, comme le reste de la Biélorussie. Les Russes y édifièrent alors la forteresse, afin de défendre la ville.

### De 1795 à 1939
Au cours du XIXe siècle, Brest connut la paix et se modernisa rapidement. En effet, sa situation aux confins de l'Empire russe en faisait un grand centre commercial.

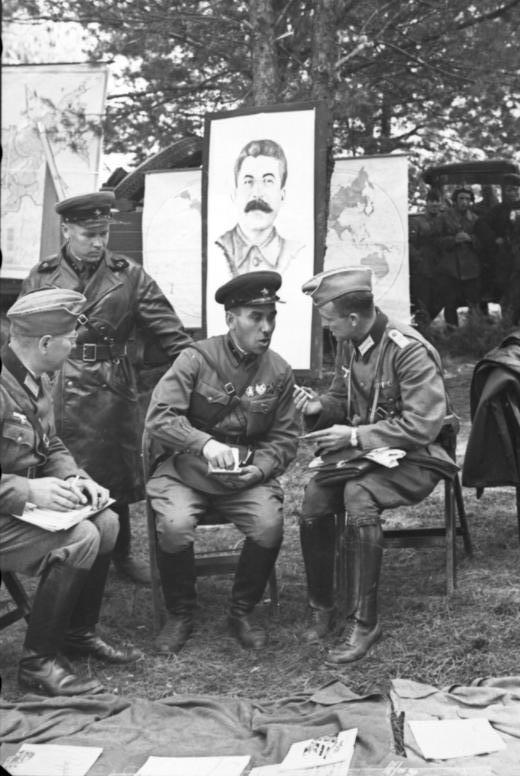
Soldats allemands et soviétiques lors du transfert de la ville de Brest aux Soviétiques, après l’invasion et le partage de la Pologne par l’Allemagne nazie et l’URSS, le 22 septembre 1939.

Brest fut prise en 1915 par l'Empire allemand, au début de la Première Guerre mondiale. Le 3 mars 1918, fut signé le traité de Brest-Litovsk, qui conclut la paix entre l'Empire allemand et la Russie soviétique. La ville resta aux mains de l'Allemagne jusqu'en 1919, date à laquelle la Pologne en prit possession.
La ville changea ensuite deux fois de mains lors de la guerre soviéto-polonaise de 1920 et redevint polonaise grâce au traité de Riga, signé en 1921. Elle devint chef-lieu de la voïvodie de Polésie et la forteresse accueillit le commandement des troupes polonaises.

### Brest après 1939

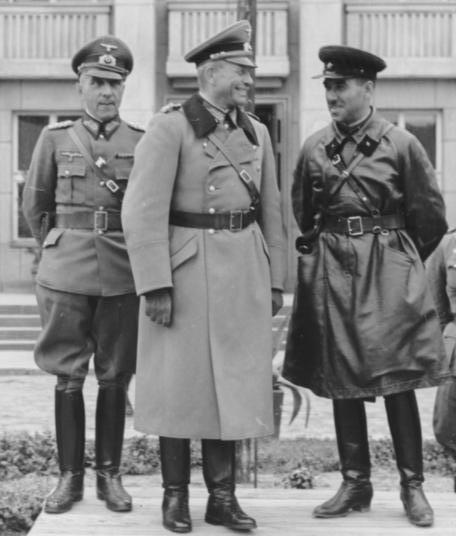
Le général allemand Guderian (centre) et le général soviétique Krivochein (à droite) président la parade conjointe des forces allemandes et soviétiques à Brest le 22 septembre 1939.

Lors de l'invasion conjointe de la Pologne par l'Allemagne nazie et l’Union soviétique, en septembre 1939, Brest est défendue par quatre bataillons polonais d'infanterie, dirigés par le général Konstanty Plisowski. Le 17 septembre, la garnison doit plier face à l'attaque allemande dirigée par le général Guderian, après quatre jours de combats intenses.
Le Pacte germano-soviétique permet à l'Union soviétique d'occuper Brest le jour même. Une parade conjointe entre les forces allemandes et soviétiques est organisée le 22 septembre. La ville et ses alentours sont ensuite incorporés à la république socialiste soviétique de Biélorussie.
Le 22 juin 1941, l'armée allemande attaque Brest par surprise, au premier jour de l'opération Barbarossa. La quasi-totalité des défenseurs ayant péri, la ville et sa forteresse cessent toute résistance organisée dès le 8 juillet, si l'on en croit le rapport du commandant de la 45e division d'infanterie allemande. Brest devient le symbole de la résistance du peuple soviétique contre l'occupation allemande.
Les Juifs de la ville, d’abord regroupés en ghetto, sont exterminés en 1942 : le centre d'extermination de la gare de Bronnaya Gora, situé à une centaine de kilomètres au nord-est de la ville, a été un des emplacements choisis par les occupants pour accueillir les dizaines de trains chargés des futures victimes : celles-ci étaient fusillées sur place dès leur arrivée, après avoir été forcées de descendre nues dans des fosses creusées à l'avance et de s'allonger la face tournée sur ceux tués avant eux.
Brest est reprise par l'Armée rouge le 28 juillet 1944. Les accords de Yalta reconnaissent Brest comme faisant partie de la république socialiste soviétique de Biélorussie et les Polonais, qui formaient la majorité de la population, sont expulsés en échange du retour des Biélorusses qui vivaient en Pologne.
Depuis 1991, Brest est devenue une ville biélorusse à part entière et fait partie de la Biélorussie indépendante.

## Population
Recensements (*) ou estimations de la population :
| 1825   | 1860   | 1880   | 1897*  | 1907   | 1921   | 1939*  |
| ------ | ------ | ------ | ------ | ------ | ------ | ------ |
| 11 200 | 19 343 | 33 607 | 46 568 | 46 181 | 29 500 | 41 000 |

| 1959*  | 1970*   | 1979*   | 1989*   | 1999*   | 2009*   | 2013    |
| ------ | ------- | ------- | ------- | ------- | ------- | ------- |
| 73 614 | 121 629 | 177 249 | 258 016 | 286 438 | 309 764 | 326 428 |

| 2014    | 2015    | 2016    | 2017    | 2018    | 2019    | - |
| ------- | ------- | ------- | ------- | ------- | ------- | - |
| 330 934 | 335 645 | 340 141 | 343 985 | 347 576 | 350 616 | - |

| Histogramme de l'évolution démographique de Brest |
|                                                   |

## Transports
Brest est un important point de raccordement entre les voies ferrées à écartement normal et à écartement large (ex-URSS). La gare de Brest est de ce fait un point de transbordement de marchandises et de changement d’essieux pour certains trains internationaux comme le Moscou express.
Brest possède un aéroport (code AITA : BQT). Elle possède également un poste frontière avec la Pologne, sur le Boug et en face de la ville polonaise de Terespol.
Par le canal Dniepr-Boug qui relie Brest à la ville de Pinsk la ville est accessible à des barges qui peuvent circuler du Dniepr vers la mer Noire et vers la Pologne jusqu'à la Vistule en passant par le Narew.
Brest est le point occidental de l'autoroute biélorusse M1 qui relie l'Europe centrale à Moscou.

## Lieux et monuments

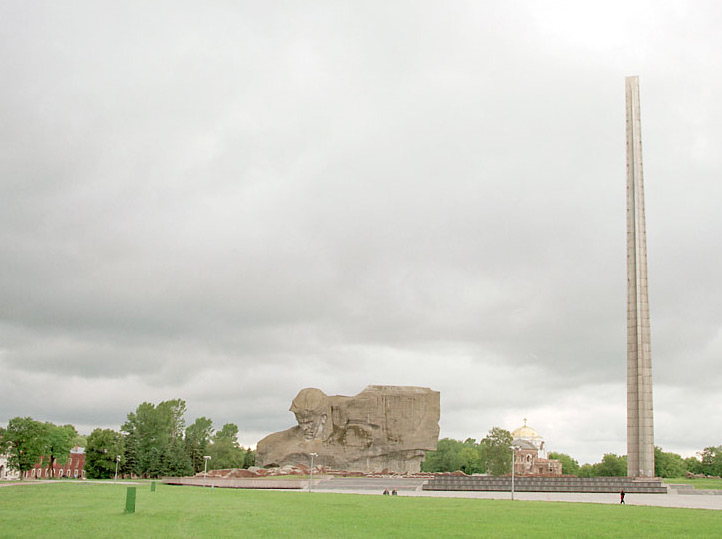
Le mémorial de la bataille de 1941.

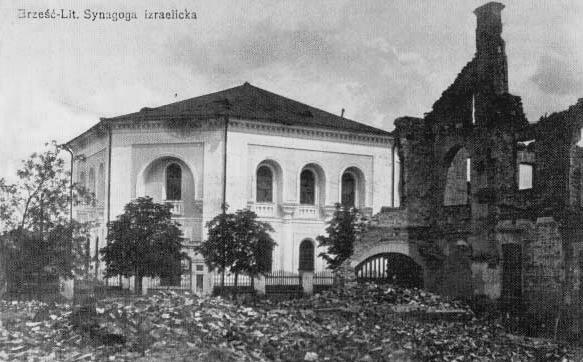
Synagogue de Brest, début du XXe siècle.

Le monument le plus célèbre de Brest est le « mémorial de la bataille de 1941 », qui opposa la Wehrmacht à l'Armée rouge. À proximité se trouve la forteresse, en partie reconstruite depuis la dernière guerre. Elle abrite plusieurs musées, dont le musée de la guerre et le musée archéologique.
Les autres musées de la ville sont le musée du Chemin de fer et le musée de l'Holocauste, sur l'emplacement de l'ancien ghetto.
L’ancienne synagogue était considérée au XVIe siècle comme la plus grande d'Europe ; elle est aujourd'hui le siège des évêchés catholiques grec et arménien.
Depuis 2013, une des quatre dernières maisons de la colonie Warburg a reçu le statut de patrimoine historique et a ainsi été sauvée de la destruction.
Le parc national de la forêt de Białowieża se trouve à 70 km au nord de Brest, à cheval sur la Pologne et la Biélorussie. La forêt est une réserve naturelle exceptionnelle qui abrite notamment des bisons d'Europe.

## L'allumeur de réverbères
En 2009, 17 réverbères et un monument à la lumière (une chauve-souris tenant une lanterne dans ses griffes) ont été installés pour les 990 ans de la ville. Depuis ce moment, Victor Petrovitch Kirasiouk allume les lanternes chaque soir et les éteint au petit matin. Une horloge installée dans la rue indique l'heure de l'allumage, qui change chaque soir. Elle est aussi devenue un point de rendez-vous habituel pour les habitants de Brest. L'allumage des réverbères est devenu une attraction touristique majeure et l'allumeur, une célébrité locale.

## Enseignement
Depuis 1995, l'Institut supérieur, qui existait à Brest depuis 1945, a reçu le statut d'université sous la dénomination d’université d'État de Brest ou université A.S Pouchkine. Elle est au cœur de la vie culturelle de la région. Il existe également une université d'État technique et de nombreux autres établissements d'enseignements supérieurs.

## Sports
Le HC Meshkov Brest est le meilleur club de handball de Biélorussie avec, en 2020, douze Championnats et onze Coupes de Biélorussie remportés. Il participe également à la Ligue des champions depuis 2014.
Le club de football du FK Dinamo Brest a lui remporté son premier Championnat national en 2019.

## Personnalités
- Bach (rabbin) (1561-1640), rabbin de Brest-Litovsk
- Athanase de Brest-Litovsk (1597-1648), martyr orthodoxe
- Louis Gruenberg (1884-1964), pianiste et compositeur américain
- Jacob Balgley (1891-1934), peintre-graveur russe
- Israël Leplevski (1894-1938), chef de la Guépéou de la RSS d'Ukraine.
- Shmouel Scheinerman (1896-1956), père du chef d'État israélien Ariel Sharon
- Nina Andrycz (1912-2014), actrice polonaise
- Menahem Begin (1913-1992), chef d'État israélien
- Meshoulam David Soloveitchik (1921-2021), rabbin israëlien, né à Brest et mort à Jérusalem
- Victor Mirshauswka (1941-), ancien joueur de basket-ball brésilien
- Boris Issatchenko (1958-), archer soviétique
- Sergueï Gotsmanov (1959-), ancien footballeur biélorusse
- Yuliya Nesterenko (1979-), athlète biélorusse
- Roman Volochenko (1986-), joueur de hockey sur glace
- Liubou Charkashyna (1987-), gymnaste biélorusse
- Andrei Krasilnikau (1989-), coureur cycliste

## Jumelages
| Ville | Ville                         | Pays | Pays        | Période                     |
| ----- | ----------------------------- | ---- | ----------- | --------------------------- |
|       | Alep                          |      | Syrie       |                             |
|       | Antalya                       |      | Turquie     |                             |
|       | Ashdod,                       |      | Israël      | depuis le 28 mars 2012      |
|       | Astrakhan                     |      | Russie      | depuis le 25 mai 1999       |
|       | Baienfurt                     |      | Allemagne   |                             |
|       | Baindt                        |      | Allemagne   |                             |
|       | Baiyin,                       |      | Chine       | depuis le 26 juillet 2018   |
|       | Batoumi,                      |      | Géorgie     | depuis le 24 avril 2015     |
|       | Berg                          |      | Allemagne   |                             |
|       | Biała Podlaska,               |      | Pologne     | depuis le 5 septembre 1991  |
|       | Botoșani                      |      | Roumanie    | depuis le 28 février 2002   |
|       | Brest,                        |      | France      | depuis le 10 décembre 2012  |
|       | Coevorden,                    |      | Pays-Bas    | depuis le 15 novembre 2000  |
|       | district de la Neva           |      | Russie      |                             |
|       | Dorogomilovo                  |      | Russie      |                             |
|       | Ijevsk,                       |      | Russie      | depuis le 11 février 2016   |
|       | Ivano-Frankivsk,              |      | Ukraine     | depuis le 24 août 2004      |
|       | Kaliningrad,                  |      | Russie      | depuis le 12 septembre 2009 |
|       | Kovrov,                       |      | Russie      | depuis le 3 août 2006       |
|       | Loutsk,                       |      | Ukraine     | depuis le 23 août 2003      |
|       | Lublin                        |      | Pologne     | depuis le 14 mars 2002      |
|       | Ludza                         |      | Lettonie    | depuis le 18 mai 2007       |
|       | Maldon,                       |      | Royaume-Uni | depuis le 2 avril 2012      |
|       | Malgobek,                     |      | Russie      | depuis le 10 mai 2015       |
|       | Mittleres Schussental GVV (d) |      | Allemagne   | depuis le 20 septembre 1989 |
|       | Moscou                        |      | Russie      |                             |
|       | Nakhitchevan,                 |      | Azerbaïdjan | depuis le 28 août 2012      |
|       | Nijni Taguil,                 |      | Russie      | depuis le 30 septembre 1998 |
|       | Novorossiïsk,                 |      | Russie      | depuis le 25 avril 2014     |
|       | Odessa,                       |      | Ukraine     | depuis le 10 avril 2004     |
|       | Orel                          |      | Russie      | depuis le 4 août 2025       |
|       | Petrozavodsk,                 |      | Russie      | depuis le 10 avril 2002     |
|       | Pleven,                       |      | Bulgarie    | depuis le 9 juillet 1997    |
|       | Port-sur-Saône,               |      | France      | depuis le 15 mai 2004       |
|       | Ravensbourg                   |      | Allemagne   |                             |
|       | Riazan                        |      | Russie      | depuis le 25 juillet 2014   |
|       | Sertolovo                     |      | Russie      | depuis le 26 juillet 2025   |
|       | Siedlce                       |      | Pologne     | depuis le 30 octobre 2006   |
|       | Subotica,                     |      | Serbie      | depuis le 26 octobre 2015   |
|       | Terespol,                     |      | Pologne     | depuis le 14 mars 2002      |
|       | Tioumen,                      |      | Russie      | depuis le 11 octobre 1999   |
|       | Vladivostok                   |      | Russie      | depuis le 26 juillet 2025   |
|       | Weingarten (Baden)            |      | Allemagne   |                             |
|       | Xiaogan,                      |      | Chine       | depuis le 26 mars 1993      |

## Cinéma
- Battle for Honor : La Bataille de Brest-Litovsk, titre original : Brestskaya krepost (Брестская крепость)[47], film russo-biélorusse réalisé en 2010 par Alexandre Kott.